# Coupe de Russie de football 2000-2001
Navigation
Coupe de Russie 1999-2000 Coupe de Russie 2001-2002
La Coupe de Russie 2000-2001 est la 9e édition de la Coupe de Russie depuis la dissolution de l'URSS.
Le Lokomotiv Moscou remporte la compétition face au Anji Makhatchkala et se qualifie pour le premier tour de la Coupe UEFA 2001-2002.
La compétition suivant un calendrier sur deux années, contrairement à celui des championnats russes qui s'inscrit sur une seule année, celle-ci se trouve de fait à cheval entre deux saisons de championnat ; ainsi pour certaines équipes promues ou reléguées durant la saison 2000, la division indiquée peut varier d'un tour à l'autre.

## Huitièmes de finale
| Date             | Club                       | Score              | Club                        |
| ---------------- | -------------------------- | ------------------ | --------------------------- |
| 28 octobre 2000  | CSKA Moscou (D1)           | 1 - 3              | (D1) Anji Makhatchkala      |
| 29 octobre 2000  | Energetik Ouren (D3)       | 2 - 2 ap 1 - 2 tab | (D2) Sokol Saratov          |
| 29 octobre 2000  | Torpedo Moscou (D1)        | 1 - 1 ap 5 - 4 tab | (D1) Dynamo Moscou          |
| 29 octobre 2000  | Lokomotiv Moscou (D1)      | 5 - 0              | (D2) Gazovik-Gazprom Ijevsk |
| 29 octobre 2000  | Amkar Perm (D2)            | 1 - 0              | (D3) Irtych Omsk            |
| 29 octobre 2000  | Krylia Sovetov Samara (D1) | 3 - 0              | (D2) Metallourg Lipetsk     |
| 11 novembre 2000 | Kouban Krasnodar (D2)      | 1 - 1 ap 4 - 5 tab | (D2) Arsenal Toula          |
| 17 novembre 2000 | Spartak Moscou (D1)        | 4 - 1              | (D2) Lada Togliatti         |

## Quarts de finale
| Date          | Club                       | Score              | Club                |
| ------------- | -------------------------- | ------------------ | ------------------- |
| 11 avril 2001 | Anji Makhatchkala (D1)     | 1 - 0              | (D1) Torpedo Moscou |
| 11 avril 2001 | Krylia Sovetov Samara (D1) | 3 - 0              | (D2) Arsenal Toula  |
| 11 avril 2001 | Spartak Moscou (D1)        | 1 - 3              | (D1) Sokol Saratov  |
| 11 avril 2001 | Lokomotiv Moscou (D1)      | 0 - 0 ap 3 - 1 tab | (D2) Amkar Perm     |

## Demi-finales
| Date        | Club                   | Score | Club                       |
| ----------- | ---------------------- | ----- | -------------------------- |
| 16 mai 2001 | Anji Makhatchkala (D1) | 2 - 1 | (D1) Krylia Sovetov Samara |
| 16 mai 2001 | Sokol Saratov (D1)     | 0 - 1 | (D1) Lokomotiv Moscou      |

## Finale
| Titulaires :  |                       |     |
|               |                       |     |
|               | Rouslan Nigmatoulline |     |
|               | Guennadi Nijegorodov  |     |
|               | Dmitri Sennikov       |     |
|               | Jacob Lekgetho        |     |
|               | Vadim Ievseïev        | 91e |
|               | Igor Tchougaïnov      |     |
|               | Marat Izmaïlov        |     |
|               | Vladimir Maminov      |     |
|               | James Obiorah         | 75e |
|               | Dmitri Loskov         |     |
|               | Maksim Bouznikine     | 46e |
|               |                       |     |
| Remplaçants : |                       |     |
|               | Zaza Janashia         | 45e |
|               | Albert Sarkisyan      | 75e |
|               | Andreï Lavrik         | 91e |
|               |                       |     |
| Entraîneur :  |                       |     |
| Iouri Siomine |                       |     |

| Titulaires :  |                    |       |
|               |                    |       |
|               | Sergueï Armichev   |       |
|               | Denis Peremenin    |       |
|               | Syarhey Yaskovich  |       |
|               | Michel Pensée      |       |
|               | Nebojša Stojković  | 91e   |
|               | Elvir Rahimić      |       |
|               | Ruslan Agalarov    |       |
|               | Narvik Sirkhayev   |       |
|               | Magomed Adiev      | 75e   |
|               | Mourad Ramazanov   |       |
|               | Predrag Ranđelović | 90+2e |
|               |                    |       |
| Remplaçants : |                    |       |
|               | Valeri Alekseïev   | 75e   |
|               | Arsen Akaïev       | 91e   |
|               | Anatoli Tebloïev   | 90+2e |
|               |                    |       |
| Entraîneur :  |                    |       |
| Gadji Gadjiev |                    |       |

| Titulaires :  |                       |     |
|               |                       |     |
|               | Rouslan Nigmatoulline |     |
|               | Guennadi Nijegorodov  |     |
|               | Dmitri Sennikov       |     |
|               | Jacob Lekgetho        |     |
|               | Vadim Ievseïev        | 91e |
|               | Igor Tchougaïnov      |     |
|               | Marat Izmaïlov        |     |
|               | Vladimir Maminov      |     |
|               | James Obiorah         | 75e |
|               | Dmitri Loskov         |     |
|               | Maksim Bouznikine     | 46e |
|               |                       |     |
| Remplaçants : |                       |     |
|               | Zaza Janashia         | 45e |
|               | Albert Sarkisyan      | 75e |
|               | Andreï Lavrik         | 91e |
|               |                       |     |
| Entraîneur :  |                       |     |
| Iouri Siomine |                       |     |

| Titulaires :  |                    |       |
|               |                    |       |
|               | Sergueï Armichev   |       |
|               | Denis Peremenin    |       |
|               | Syarhey Yaskovich  |       |
|               | Michel Pensée      |       |
|               | Nebojša Stojković  | 91e   |
|               | Elvir Rahimić      |       |
|               | Ruslan Agalarov    |       |
|               | Narvik Sirkhayev   |       |
|               | Magomed Adiev      | 75e   |
|               | Mourad Ramazanov   |       |
|               | Predrag Ranđelović | 90+2e |
|               |                    |       |
| Remplaçants : |                    |       |
|               | Valeri Alekseïev   | 75e   |
|               | Arsen Akaïev       | 91e   |
|               | Anatoli Tebloïev   | 90+2e |
|               |                    |       |
| Entraîneur :  |                    |       |
| Gadji Gadjiev |                    |       |